# Poder fàctic
Poder fàctic es refereix al sector de la societat al marge de les institucions polítiques que exerceix sobre aquestes una gran influència, basada en la seva capacitat de pressió (per exemple: la banca, l'Església, els mitjans de comunicació), o sigui, la influencia s'exerceix al marge de les causes formals d'una organització i està basada en els fets o limitat a ells, i no en un teòric o imaginari. És a dir que el poder fàctic no coincideix necessàriament amb l'aparell formal de l'Estat però pot influir en les estructures legals i regulatòries, per mitjà de la seva autoritat informal o la seva capacitat de pressió. El poder fàctic no està legitimat ni sempre busca la legitimitat per exercir la seva acció, però exerceix de facto (de fet) el poder encara que no ho faci de iure (legalment), ja que la seva mera existència el fa ser determinant.
La major part de les ocasions no és necessari que s'imposi per la força, li es suficient amb explicitar, o fins i tot suggerir els seus desitjos perquè es facin realitat, la clau del seu exercici és la seva capacitat de control de mecanismes externs a la política per aconseguir poder polític, com per exemple el domini de recursos vitals o estratègics, que li donen el control de la ideologia, la societat i l'economia. Per exemple en comptes de controlar el govern de torn, controlen o influeixen la seva legislació, de manera legal o gairebé legal.
Un exemple típic de poder fàctic és la influència exercida per grups de poder com poden ser: la banca, l'oligarquia, o els interessos plutocráticos, així com l'Església, les centrals sindicals o els mitjans de comunicació massiva. En certs corpus teòrics-ideològics es denomina al fenomen causat pel poder fàctic com a mercantilisme empresarial o capitalisme d'Estat.

## Terminologia
Habitualment el terme s'aplica en plural: "els poders fàctics a Espanya durant el final del franquisme i la Transició eren l'església, l'exèrcit i la banca (o els capitalistes)", i al debat polític espanyol se segueix parlant de poders fàctics post-franquistes encara influents.
Similars exemples de poders fàctics poden trobar-se en països d'Amèrica Llatina, amb l'afegit del poder exterior que suposa la presència dels interessos dels Estats Units.
El mateix fenomen s'ha vist en grans parts d'Amèrica Llatina, per exemple, abans de la Guerra Civil d'El Salvador de 1980-1992 el país va ser dominat per "les catorze famílies". Per a alguns analistes, el paper central que juguen els "poders fàctics" posa en dubte la solidesa i estabilitat de la democràcia en molts països.
La consideració dels grans propietaris dels mitjans de comunicació i premsa com un quart poder l'aproximaria al concepte de "poder fàctic", però no els mitjans de comunicació en si mateixos (que serien un poder més, a l'estil dels tres poders clàssics de Montesquieu i, per tant, ni més ni menys fàctic que ells), sinó als que controlen aquests mitjans (grups empresarials, per exemple).
Molt habitualment s'al·ludeix de forma metafòrica a la forma en què els poders fàctics graviten sobre la vida pública, amb la mera amenaça de la seva actuació: com per exemple en l'expressió "soroll de sabres" o fins i tot "soroll de sotanes".